# Nyhedsradioen 24/7
|  | Sammenskrivningsforslag Artiklen Nyhedsradioen 24/7 er foreslået føjet ind i RadioUpdate. (Siden februar 2019) Diskutér forslaget |

|  | Ikke at forveksle med Radio24syv |
Nyhedsradioen 24/7 var en dansk kommerciel radiokanal, der sendte nyheder og erhvervsstof døgnet rundt. Kanalen blev oprindeligt startet under navnet Danmarks Erhvervsradio som begyndte sine udsendelser i 1980'erne. Ligesom Danmarks Erhvervsradio sendte radioen under det nye navn nyheder og interviews døgnet rundt fra sine studier på Børsen i København.  
Kanalen blev lanceret i 2002 men skiftede igen navn med udgangen af 2004 til JP Radio.  
Samarbejdet med JP (Jyllands-Posten) varede til 2012, hvorefter radioen skiftede navn til RadioUpdate, som den fortsat hedder. Under det navn sendes nyheder og interviews døgnet rundt på radioens netside og hos en række lokale radiostationer, der efter aftale gratis kan benytte radioens lyd på FM. Radioen kan i dag aflyttes på nettet samt på i store dele af Sjælland, Syd- og Sønderjylland, Trekantsområdet samt enkelte andre steder i landet. 
Navnet "Nyhedsradioen 24/7" skal ikke forveksles med den nuværende "Radio 24/7", der først tog sit navn efter medieforliget i 2010. 
Radioen er - bortset fra Danmarks Radio P1 - den ældste nyhedsradio i Danmark.   
Tidslinje: 
1982: Danmarks Erhvervsradio etableres med studier i Børsbygningen i København. 
2002: Danmarks Erhvervsradio skifter navn til Nyhedsradioen 24/7
2004: Nyhedsradioen 24/7 skifter navn til JP Radio
2012: JP Radio skifter navn til RadioUpdate som den fortsat sender under. 
Mere om radioen kan findes på RadioUpdates netside her

## Værter
- Lise Lotte Lohmann
- Mette Riis
- Jens-Christian Wandt
- Hanne Bærentzen
- Dan Bjerring
- Marcel Juul Østergreen
- Frederik Faurby
- Poul Bavngaard